# Patimile după Matei (oratoriu)
„Patimile după Matei” (germană: Matthäus-Passion), BWV 244, este un oratoriu sacru compus de Johann Sebastian Bach, în 1727, pentru voci solo, cor dublu și orchestră dublă, pe un libret de Picander (Christian Friedrich Henrici). Conține capitolele 26 și 27 ale Evangheliei după Matei (traducerea germană a lui Marin Luther), intercalate cu arii și momente corale. Este considerată a fi una dintre capodoperele muzicii sacre culte. Titlul original Passio Domini nostri J.C. secundum Evangelistam Matthæum se traduce „Patimile Domnului nostru Iisus Hristos după Evanghelistul Matei”. 

## Istorie
„Patimile după Matei” este cel de-al doilea oratoriu cu această tematică, al lui Bach, care a supraviețuit în întregime, primul fiind „Patimile după Ioan”, care a avut premiera în 1724. 

### Versiuni și interpretări contemporane
Prea puține lucruri sunt cunoscute despre procesul de creație a acestei lucrări. Informațiile accesibile derivă din manuscrise timpurii, publicații contemporane cu publicarea libretului și date circumstanțiale, de exemplu documente arhivate de Consiliul de la Leipzig. 
„Patimile după Matei” au avut premiera probabil pe 11 aprilie 1727, în Biserica Sfântul Toma din Leipzig, iar apoi au mai fost interpretate pe 15 aprilie 1729, 30 martie 1736 și 23 martie 1742. Bach a revizuit lucrarea între anii 1743 și 1746. 

#### Prima versiune (BWV 244b)
La Leipzig nu era permisă parafrazarea cuvintelor din Evanghelie într-un oratoriu în Vinerea Mare. O montare a oratoriului Brockes Passion (cu titlul complet „Der für die Sünde der Welt gemarterte und sterbende Jesus”, pe un libret de Barthold Heinrich Brockes), pe atunci popular, în mare parte alcătuit din asemenea parafrazări, nu putea fi făcută fără înlocuirea parafrazărilor cu textul original al Evangheliei. Aceasta a fost opțiunea pe care a ales-o Bach pentru „Patimile după Ioan”, din 1724. În 1725, Christian Friedrich Henrici, un poet din Leipzig al cărui pseudonim era Picander, a publicat Erbauliche Gedanken auf den Grünen Donnerstag und Charfreytag („Gânduri edificatoare asupra Joii și Vinerii Mari”), conținând  versuri libere potrivite pentru genul muzical de patimi, pe lângă textul Evangheliei. Se pare că Bach l-a stimulat pe poet să scrie mai multe din aceste versuri pentru a ajunge la un libret în adevăratul sens al cuvântului, combinat cu textul capitolelor 26 și 27 ale Evangheliei după Matei. 
Din anul 1975 încoace, se consideră că prima audiție a „Patimilor după Matei” a avut loc în Vinerea Mare, pe 11 aprilie 1727, deși aceasta ar fi avut loc abia în Vinerea Mare a anului 1729, conform unor surse mai vechi. Aceasta a avut loc în Biserica Sfântul Toma din Leipzig. Bach era Thomaskantor (cantor și responsabil de muzică în biserică) din 1723. Această versiune a Patimilor a fost compusă pentru două coruri și orchestre. 

#### Cantata funerară pentru Köthen (BWV 244a)
Klagt, Kinder, klagt es aller Welt, BWV 244a, o cantată din care a rămas doar textul, a fost interpretată pe 24 martie 1729 în Köthen, la slujba memorială care a avut loc la câteva luni de la moartea lui Leopold, Prinț al Anhalt-Köthen. Muzica acesteia este considerată ca fiind adaptată în mare parte din „Patimile după Matei”.

#### Patimile interpretate în Biserica Sfântul Toma
În acea perioadă doar bărbații erau angajați să cânte în biserică, iar sunetele înalte erau cântate de obicei de băieți care nu au trecut prin schimbarea de voce. În 1730 Bach a informat consiliul orășenesc din Leipzig cu privire la ceea ce el considera necesar în bisericile de care era responsabil, inclusiv Biserica Sfântul Toma: un cor de 12 cantori, plus 8 cântăreți care să servească deopotrivă în Biserica Sfântul Toma și în Biserica Sfântul Petru. Cerea a fost doar parțial respectată de consiliu, deci probabil că cel puțin câteva din interpretările ale Patimilor la Sfântul Toma au fost realizate cu mai puțin de 20 de interpreți, în ciuda faptului că lucrarea este una de mari dimensiuni, scrisă pentru cor dublu. În vremea lui Bach, Biserica Sfântul Toma avea două balcoane unde se aflau orgi: un balcon care era folosit de-a lungul anilor de muzicienii care cântau la slujbele duminicale și un balcon mic, situat în partea opusă celui dintâi și care era utilizat doar la slujbele mari de Crăciun și de Paști. „Patimile după Matei” au fost compuse pentru a fi interpretate din ambele balcoane: corul și orchestra întâi ocupau balconul mare, iar corul și orchestra a doua cântau din balconul mic. Dimensiunile acestor balcoane limita numărul de cântăreți. Corurile mari, adăugate grupurilor de instrumentiști din ansamblurile I și II, ar fi fost imposibile, astfel că există o indicație ca fiecare partidă (incluzând coardele și cântăreții) va avea un număr limitat de interpreți, unde, în ceea ce privește corurile, numărul indicat de Bach în cerere sa din 1730 pare a fi mai maximul care ar putea încăpea în balcoanele de orgă respective.

#### Revizuirile și interpretările ulterioare (BWV 244)
Bach a revizuit Patimile în 1736 pentru a fi interpretate în Vinerea Mare, pe 30 martie 1736. Această versiune (cu posibile ajustări ulterioare) este cunoscută ca „Patimile după Matei”, BWV 244. În această versiune, ambele ansambluri au câte patru soliști (soprană, alto, tenor, bas), cor, o partidă de coarde și continuo care constă din vioara I, vioara II, violă, viola da gamba și orgă. Suflătorii conțin două flaute transversale, oboi, oboe d'amore pentru fiecare ansamblu, iar, în plus, primul dintre ele conține și oboe da caccia (de vânătoare). 
Unele părți au fost revizuite pentru concertul din Vinerea Mare, 23 martie 1742. Bach a finalizat partitura autografă între anii 1743-1746, aceasta nefiind legată de vreo nouă interpretare. 

#### Numerotarea părților
Bach nu a numerotat părțile lucrării Patimile după Matei, dar cercetătorii secolului XX au făcut acest lucru. Două scheme principale utilizate în ziua de astăzi sunt cele de la Neue Bach-Ausgabe, care utilizează o numerotare de la 1 la 68, și mai vechiul Bach-Werke-Verzeichnis (BWV), care împarte lucrarea în 78 de părți. Ambele utilizează subsecțiuni, notate cu litere în unele cazuri. Acest articol este scris utilizând sistemul de numerotare NBA.

#### Textul
Bach a lucrat împreună cu libretistul său, Christian Friedrich Henrici, cunoscut sub pseudonimul de Picander. Textul libretului Patimilor după Matei a fost publicat de acesta în 1729.

#### Textul biblic
Textul biblic utilizat în prima parte Patimilor după Matei este din Evanghelia după Matei, capitolul 26, versetele 1-56, iar partea a doua utilizează textul din Evanghelia după Matei, capitolul 27, versetele 1-66. În plus, textul Cântării cântărilor, capitolul 6, versetul 1 este utilizat în aria cu cor de la începutul părții a doua (nr. 30). 

#### Versurile
Picander a scris textul recitativelor și ariilor, dar și pe cel al părților corale de mari dimensiuni de la începutul și finalul lucrării. Celelalte secțiuni ale libretului vin din publicații ale lui Salomo Franck și Barthold Heinrich Brockes.

#### Coralele
Melodiile coralelor și textul lor ar fi fost cunoscute de cei care frecventau Biserica Sfântul Toma. Cele mai vechi corale utilizate de Bach în Patimile după Matei datau din 1525, trei corale au fost scrise de Paul Gerhardt, iar Bach a adăugat cinci strofe ale compoziției sale O Haupt voll Blut und Wunden. A folosit imnuri în diferite feluri, majoritatea având patru părți, două ca și cantus firmus a două fantezii corale ce încadrează partea întâi și unul ca recitativ pentru tenor. 
În versiunea timpurie BWV 244b, coralul nr. 17 pare să lipsească, iar nr. 29 cu care se încheie prima parte este un aranjament în patru secțiuni al coralului Jesum lass ich nicht von mir, în locul fanteziei corale pe tema O Mensch, bewein dein Sünde groß.

## Compoziție
Mulți compozitori au pus pe muzică Patimile la finalul secolului al XVII-lea. La fel ca și alte oratorii baroce, compoziția lui Bach pe textul biblic al Evangheliei după Matei, capitolele 26-27, este una relativ simplă, folosind în primul rând recitative, în timp ce ariile și momentele de arioso sunt compuse pe texte poetice noi, care comentează diversele evenimente narate biblic și prezintă starea psihologică a personajelor într-o manieră lirică, de monolog. 
Patimile după Matei sunt compuse pentru două coruri și două orchestre. Ambele includ două flaute transversale, două oboaie (în unele părți oboe d’amore sau da caccia), două viori, violă, viola da gamba și basso continuo. Din motive practice, orga continuo este deseori împărțită și folosită cu ambele orchestre. În multe arii, un instrument solo sau mai multe creează o stare specifică, ca de exemplu aria centrală a sopranei, nr. 49, Aus Liebe will mein Heiland sterben, unde absența coardelor și a basului continuu marchează o disperată pierdere a siguranței. 

### Părțile vocale
Două aspecte distincte ale compoziției lui Bach provin din strădaniile celeilalte biserici ale sale. Unul este formatul de cor dublu, care provine din propriile motete și cele ale multor altor compozitori cu care el începea serviciul religios duminical. Celălalt este utilizare extensivă a coralelor, care apar sub forma standard, ca interpolări în arii, și drept cantus firmus în numere polifonice ample. Acest lucru se observă în O Mensch, bewein dein Sünde groß, concluzia primei părți, un coral pe care Bach l-a folosit și ca  deschidere corală a celei de a doua versiuni (1725) a Patimilor după Ioan (mai târziu - cca. 1730 - , a revenit la partea compusă inițial, Herr, unser Herrscher, pentru această parte). Corul Kommt, ihr Töchter, helft mir klagen este, de asemenea, notabilă pentru utilizarea de cantus firmus, în care soprana in ripieno încoronează o acumulare colosală de tensiune polifonică și armonică, cântând versul O Lamm Gottes, unschuldig. Acesta a fost interpretat doar în 1742 și 1743-1746, fiind cântat la orgă înainte. 

#### Părțile evanghelice
Narațiunea textului evanghelic este interpretată de Evanghelist (tenor) în recitativ secco, acompaniat doar de continuo. Soliștii interpretează cuvintele diferitelor personaje, chiar și în recitative. Pe lângă Iisus, se numără Iuda, Petru, doi Mari Preoți (Pontifex I și II), Pilat din Pont, soția acestuia (Uxor Pilati), două martore (Testis I și II) și două ancillae (servitoare). Aceste personaje nu sunt întotdeauna interpretate de soliști diferiți. Interpreții personajelor cântă arii solo și cântă cu corurile, o practică care nu este întotdeauna respectată de interpretările moderne. Două duete sunt interpretate de o pereche de soliști care reprezintă vorbitori simultani. Un număr de pasaje compuse pentru un grup de oameni, numiți turba (mulțime), sunt interpretate de unul dintre coruri sau de ambele.  
Cuvintele lui Iisus, numite și Vox Christi (vocea lui Hristos), primesc adesea un tratament special. Bach creează recitative acompaniate distincte în această lucrare. Nu sunt acompaniate doar de continuo, dar și de întreaga partidă de coarde a primei orchestre, folosing note lungi și susținute, pentru a evidenția anumite cuvinte, dar și pentru a crea un efect la care se referă adesea ca fiind „aura” lui Isus. Doar ultimele sale cuvinte, în limba aramaică, Eli, Eli lama sabahtani? („Dumnezeul meu, Dumnezeul meu, de ce m-ai părăsit?”) sunt cântate fără această „aură”. În varianta revizuită în 1743-1746, și această frază primește susținerea de continuo.

#### Texte interpolate
Ariile, pe textele lui Picander, sunt intercalate între secțiunile textului biblic. Ele sunt interpretate de soliști cu o varietate de acompaniamente instrumentale, tipice stilului oratorial. Aceste texte sunt interpretări teologice și personale ale textelor evanghelice. Multe dintre ele includ ascultătorul în acțiune, ca de exemplu coralul nr.10, Ich bin's, ich sollte büßen („Eu sunt cel care trebuie să sufere”), după ce apostolii întreabă: Herr, bin ich's? („Doamne, eu sunt?” - însemnând „sunt eu cel care te va trăda?”). Aria pentru alto nr. 6, Buß und Reu portretizează o dorință de a-l spăla pe Iisus cu lacrimile sale de remușcare. Corul alternează în participarea la acțiune și comentarea acesteia.
Tipic pentru compoziția Patimilor (ceea ce provine din utilizarea sa liturgică în Duminica Floriilor) este faptul că nu este menționată Înviere nicăieri în text (cu excepția aluziilor indirecte din Matei 26:32 și 27:53/63). Urmărind conceptul lui Anselm din Cantebury, răstignirea este punctul final și sursa pocăinței; accentul fiind pus pe suferințele lui Iisus. Corul cântă în final, nr.62, „rupe-mă de fricile mele/prin propria ta frică și durere”. Basul, referindu-se la „dulcea cruce” spune în nr.56 „Da, bineînțeles că doresc ca această carne și acest sânge să fie puse pe cruce; cu cât este mai bun pentru sufletul nostru, cu atât este mai amar”. Primul coral, O Lamm Gottes, compară răstignirea lui Iisus cu ritualul de sacrificare a unui miel din Vechiul Testament, ca o ofrandă pentru iertarea păcatelor. Această teme este consolidată în coralul final al primei părți, O Mensch, bewein dein' Sünde groß (Om, plânge-ți marele păcat).

### Stilul compozițional
Recitativele lui Bach evidențiază stările unor anumite pasaje prin scoatere în evidență a cuvintelor cu impact emoțional, precum „răstignit”, „omorât” sau „plângere”, cu melodii cromatice. Acordurile cu septimă micșorată și modulații bruște acompaniață profețiile apocaliptice ale lui Iisus. 
În părțile interpretate de turba (mulțime), cele două coruri alternează uneori în stilul cori spezzati (ex.: Weissage uns, Christe), iar alteori cântă împreună (Herr, wir haben gedacht). În unele cazuri, doar unul dintre coruri cântă (corul I interpretează întotdeauna rolul apostolilor), sau alternează, ca de exemplu când „trecătorii” spun „El îl strigă pe Ilie”, „ceilalți” spun „Așteptați să vedem dacă Ilie îl va ajuta”. 
În arii, instrumentele obbligato au un rol egal cu cel al vocii soliste, așa cum era obișnuit în ariile Barocului târziu. Bach utilizează adesea madrigalismul, ca în Buß und Reu, unde flautul începe să cânte un staccato asemănător picurilor de ploaie în timp ce solista alto cântă despre lacrimile care cad.

## Structură
Ca și în celelalte oratorii-Patimi, structura este dată de narațiunea Evangheliei, în acest caz, capitolele 26-27 ale Evangheliei după Matei, în traducerea germană a lui Martin Luther. 

### Textul evanghelic
Evanghelistul, voce de tenor, interpretează textul Evangheliei într-un stil declamatoriu denumit recitativ secco, care este acompaniat coar de continuo. Părțile vorbite ale textului Evangheliei sunt interpretate de alți cântăreți în același stil secco (ex.: o soprană interpretează replicile soției lui Pilat), cu excepția:
- Vox Christi: cuvintele lui Hristos sunt interpretate de un bas ca recitativ accompagnato, care este acompaniat de coarde, într-un stil mai apropiat de cel al ariei decât recitativul secco.
- Corurile Turba: cuvintele unui grup de oameni (ex.: Apostolii lui Iisus) sunt interpretate de cor, de obicei acompaniat de orchestră.

În afară de Evanghelist și Vox Christi, personajele acestei părți a Evangheliei utilizate în Patimile după Matei sunt:
- Iuda (bas), Petru (bas), doi martori (alto, tenor), doi mari preoți (bași), două servitoare (soprane), Pilat (bas), soția sa (soprană).
- Un mic grup este reprezentat de Corul I sau Corul I separat (Corul I întotdeauna pentru rolul apostolilor); Marii preoți și grupuri mai mari de oameni sunt interpretate de Corul I și Corul II împreună.

### Text interpolat
Între secțiunile sau scenele textului Evangheliei sunt introduse și alte texte, precum medicații sau comentarii asupra acțiunii, în diferite forme:
- soliștii cântă arii, în cele mai multe cazuri, precedate de recitative acompaniate și ocazional, în dialog cu corul. Aceste secțiuni sunt bazate aproape exclusiv pe texte scrise de Picander. Ariile au formă da capo (ABA). Erbarme dich pentru voce de alto și Mache dich, mein Herze, rein pentru bas sunt exemple de astfel de arii din partea a II-a a oratoriului. În aceste părți, soliștii sunt acompaniați de unu sau câteva instrumente și continuo, ocazional completate și de celelalte instrumente ale orchestrei.
- părțile corale vin în două forme adiționale, pe lângă turba și dialogurile cu soliștii, deja menționate mai sus:
  - părțile care încadrează lucrarea sau fanteziile corale: părți extinse, de obicei folosite pentru a începe sau încheia cele două părți ale lucrării. În Patimile după Matei există trei astfel de părți corale extinse: corul de început (Kommt, ihr Töchter, helft mir klagen, pe text de Picander și Nicolaus Decius), finalul părții I (O Mensch, bewein dein Sünde groß, pe text de Sebald Heyden) și corul final (Wir setzen uns mit Tränen nieder, text de Picander).
  - părțile cu armonizare de coral: care utilizează textul și melodia unor corale. Sunt interpretate în omofonie de un cor pe patru voci cu un acompaniament colla parte al orchestrei. O Haupt voll Blut und Wunden, pe text de Paul Gerhardt, este unul dintre acelea care revin adeseori pe parcursul Patimilor, în diferite armonizări.

### Prezentare generală
În schema de mai jos, indentarea indică tipul de parte, conform:
- Părțile corale încadrante
  - Părțile Evanghelice (incluzând Vox Christi și secțiuniile Turba) - Evanghelistul apare în toate aceste secțiu
    - Armonizări ale coralelor
      - Recitative și arii non-Evanghelice (cu sau fără dialog cu corul)

Partea I
- Nr.1 - Kommt, ihr Töchter, helft mir klagen – O Lamm Gottes unschuldig (Corul I și Corul II - Cantus firmus cu cor de soprane ripieno)
  - Nr.2 - Matei 26:1–2, Vox Christi
    - Nr.3 - Herzliebster Jesu, was hast du verbrochen

  - Nr.4 - Matei 26:3–13, Vox Christi, Turba în Ja nicht auf das Fest (Corul I și II) și în Wozu dienet dieser Unrat? (Corul I)
    - Nr.5-6 -  Recitativul Du lieber Heiland du și aria Buß und Reu (alto)

  - Nr.7 - Matei 26:14–16, Iuda (bas)
    - Nr.8 - Aria Blute nur, du liebes Herz! (soprană)

  - Nr.9 - Matei 26:17–22, cu Vox Christi, Turba în Wo willst du, daß wir dir bereiten das Osterlamm zu essen? (Corul I) și în Herr, bin ich's? (Corul I)
    - Nr.10 - O Welt, sieh hier dein Leben de Paul Gerhardt, strofa 5: Ich bin's, ich sollte büßen

  - Nr.11 - Matei 26:23–29, Vox Christi și Iuda (bas)
    - Nr.12-13 - Recitativul Wiewohl mein Herz in Tränen schwimmt și aria Ich will dir mein Herze schenken (soprană)

  - Nr.14 - Matei 26:30–32, Vox Christi
    - Nr.15 - O Haupt voll Blut und Wunden de Paul Gerhardt, strofa 5: Erkenne mich, mein Hüter

  - Nr.16 - Matei 26:33–35, Vox Christi, Petru (bas)
    - Nr.17 - O Haupt voll Blut und Wunden de Paul Gerhardt, strofa 6: Ich will hier bei dir stehen

  - Nr.18 - Matei 26:36–38, Vox Christi
    - Nr.19-20 - Recitativul O Schmerz! Hier zittert das gequälte Herz  Herzliebster Jesu de Johann Heermann, strofa 3: Was ist die Ursach aller solcher Plagen? și aria Ich will bei meinem Jesu wachen – So schlafen unsre Sünden ein (tenor – Coru II)

  - Nr.21 - Matei 26:39, Vox Christi
    - Nr.22-23 - Recitativul Der Heiland fällt vor seinem Vater nieder și aria Gerne will ich mich bequemen, Kreuz und Becher anzunehmen (bas)

  - Nr.24 - Matei 26:40–42, Vox Christi
    - Nr.25 - Was mein Gott will, das g'scheh allzeit de Albert, Duce al Prusiei, strofa 1: Was mein Gott will, das g'scheh allzeit

  - Nr.26 - Matei 26:43–50, Vox Christi și Iudas (bas)
    - Nr.27 - Aria So ist mein Jesus nun gefangen – Laßt ihn, haltet, bindet nicht! (soprană, alto – Corul II) și Sind Blitze, sind Donner in Wolken verschwunden? (Corul I & II)

  - Nr.28 - Matei 26:51–56, Vox Christi
- Nr.29 - O Mensch, bewein dein Sünde groß (Fantezie corală pe text de Sebald Heyden)
  - Partea a II-a
    - Nr.30 - Aria Ach, nun ist mein Jesus hin! – Wo ist denn dein Freund hingegangen (alto, bas în versiunea 1727 - 1729, – Corul II)
    - Nr.31 - Matei 26:57–60
      - Nr.32 - "In dich hab ich gehoffet, Herr" by Adam Reusner, stanza 5: Mir hat die Welt trüglich gericht't

    - Nr.33 - Matei 26:60b–63a, martorii (alt, tenor) și Marii Preoți (bași) 
      - Nr.34–35 - Recitativul Mein Jesus schweigt zu falschen Lügen stille și aria Geduld, Geduld! Wenn mich falsche Zungen stechen (tenor)

    - Nr.36 - Matei 26:63b–68, Vox Christi, Marele preot (bas) și Turba în Er ist des Todes schuldig! (Corul I și II) și în Weissage uns, Christe, wer ists, der dich schlug? (Corul I și II)
      - Nr.37 - O Welt, sieh hier dein Leben de Paul Gerhardt, strofa 3: Wer hat dich so geschlagen

    - Nr.38 - Matei 26:69–75, cele două servitoare, Petru (bas) și Turba în Wahrlich, du bist auch einer von denen; denn deine Sprache verrät dich. (Corul II)
      -         - Nr.39 - Aria Erbarme dich, mein Gott, um meiner Zähren Willen! (alto)

      - Nr.40 - Werde munter, mein Gemüte de Johann von Rist, strofa 6:  Bin ich gleich von dir gewichen

    - Nr.41 - Matei 27:1–6, Iuda (bas), Marii Preoți (bas) și Turba în Was gehet uns das an? Da siehe du zu! (Corul I și II)
      - Nr.42 - Aria Gebt mir meinen Jesum wieder! (bas)

    - Nr.43 - Matei 27:7–14, Vox Christi și Pilat (bas)
      - Nr.44 - Befiehl du deine Weg de Paul Gerhardt, strofa 1: Befiehl du deine Wege

    - Nr.45 - Matei 27:15–22, Pilat (bas), soția lui Pilat (soprană) și Turba în Barrabam! (Corul I și II) și în Laß ihn kreuzigen! (Corul I și II)
      - Nr.46 - Herzliebster Jesu by Johann Heermann, strofa 4: Wie wunderbarlich ist doch diese Strafe!

    - Nr.47 - Matei 27:23a, Pilat (bas)
      - Nr.48–49 - Recitativul Er hat uns allen wohlgetan și aria Aus Liebe will mein Heiland sterben (soprană)

    - Nr.50 - Matei 27:26, Pilat (bas) și Turba în Laß ihn kreuzigen! (Corul I și II) și Sein Blut komme über uns und unsre Kinder. (Corul I și II)
      - Nr.51–52 - Recitativul Erbarm es, Gott! Hier steht der Heiland angebunden și aria Können Tränen meiner Wangen (alto)

    - Nr.53 - Matei 27:27–30, Turba în Gegrüßet seist du, Jüdenkönig! (Corul I și II)
      - Nr.54 - O Haupt voll Blut und Wunden de Paul Gerhardt, strofele 1 și 2: O Haupt, voll Blut und Wunden

    - Nr.55 - Matei 27:31–32
      - Nr.56–57 - Recitativul Ja, freilich will in uns das Fleisch und Blut zum Kreuz gezwungen sein și aria Komm, süßes Kreuz, so will ich sagen (bas)

    - Nr.58 - Matei 27:33–44, Turba în Der du den Tempel Gottes zerbrichst (Corul I și II) și în Andern hat er geholfen und kann ihm selber nicht helfen. (Corul I și II)
      - Nr.59–60 - Recitativul Ach Golgatha, unselges Golgatha! și aria Sehet, Jesus hat die Hand uns zu fassen ausgespannt, kommt! – Wohin? (alto – Corul II)

    - Nr.61 - Matei 27:45–50, Vox Christi și Turba în Der rufet dem Elias! (Corul I) și în Halt! Laß sehen, ob Elias komme und ihm helfe (Corul II)
      - Nr.62 - O Haupt voll Blut und Wunden de Paul Gerhardt, strofa 9: Wenn ich einmal soll scheiden

    - Nr.63 - Matei 27:51–59, Turba în Wahrlich, dieser ist Gottes Sohn gewesen. (Corul I & II)
      - Nr.64–65 - Recitativul Am Abend, da es kühle war și aria Mache dich, mein Herze, rein (bas)

    - Nr.66 - Matei 27:59–66, Pilat (bas) și Turba în Herr, wir haben gedacht, daß dieser Verführer sprach (Corul I și II)
      - Nr.67 - Recitativul Nun ist der Herr zur Ruh gebracht – Mein Jesu, gute Nacht! (bas, tenor, alto, soprană – Corul II)

Nr.68. Wir setzen uns mit Tränen nieder (Corul I și II)